# Slay the Princess
Slay the Princess (с англ. — «Убей принцессу») — приключенческая компьютерная игра в жанре визуальной новеллы, вышедшая 23 октября 2023 года для персональных компьютеров. Концептуально она основана на архетипичном образе «девы в беде», однако вместо того, чтобы спасти принцессу, цель состоит в её убийстве.
Игра была разработана и издана независимой канадской студией Black Tabby Games, основанной супругами Тони Говардом-Ариасом и Эбби Говард. Slay the Princess стала их вторым проектом, призванным привлечь больше финансов для разработки эпизодической новеллы Scarlet Hollow, первой игры пары. Для уменьшения затрат был выбран карандашный стиль, который пара решила оставить и в финальной версии. Slay the Princess стала приоритетным проектом студии в феврале 2023 года, а уже в октябре состоялся её релиз. Новелла имела коммерческий успех — к марту 2024 года было продано 200 тысяч копий.
Slay the Princess получила всеобщее признание критиков, которые в особенности похвалили сюжет, визуальный стиль и озвучку. Расширенная версия с подзаголовком The Pristine Cut вышла 24 октября 2024 года, тогда же состоялось портирование на консоли Nintendo Switch, PlayStation 4, PlayStation 5, Xbox One и Xbox Series X/S.

## Игровой процесс
Slay the Princess — это визуальная новелла. Структура повествования разветвлённая (имеет разные варианты прохождения, руты) и цикличная. События каждого цикла зависят от выбора игрока: спасти или убить принцессу, а также от действий, которые он предпринимает для достижения выбранной цели. Каждый рут ведёт к своей концовке, а затем цикл повторяется.
Начальная глава каждого цикла всегда одинаковая, от игрока требуется выбрать один из вариантов диалога или действий, это влияет на дальнейшие события и визуальный стиль, а также внешний вид и характер принцессы. Каждая ветвь истории состоит из двух или более циклов. За одно прохождение необходимо пройти четыре рута, по завершении которых открывается одна из шести концовок всей игры.
Рассказчик и другие голоса в голове главного героя комментируют его выбор и пытаются повлиять на него, но не могут сделать этого напрямую. Их характер зависит от действий протагониста, с каждым циклом голосов становится всё больше.

## Сюжет
Безымянный герой очутился в лесу. Закадровый голос рассказчика приказывает ему убить принцессу, заключённую в подвале лесной хижины, которая, как он утверждает, положит конец всему миру, если сумеет сбежать. Протагонист может принять несколько решений, в том числе следовать инструкциям, попытаться спасти принцессу или вообще уйти. Так, например, если герой успешно убивает свою цель, как ему и было приказано, он покидает подвал и обнаруживает, что внешний мир исчез. На этом моменте игрок может покончить жизнь самоубийством. Если он отказывается, то проводит вечность один, а игра заканчивается. Любое отклонение неизбежно приводит к смерти.
После смерти герой снова просыпается в лесу, и ему вновь поручают убить принцессу. Оба персонажа помнят свои предыдущие взаимодействия, в то время как внешний вид принцессы меняется в зависимости от последней встречи. По завершении ветви мир погружается в пустоту, а форма принцессы поглощается сущностью, называемой Shifting Mound (с англ. — «Движущийся курган»). Она поручает герою принести ей больше форм принцессы, чтобы поглотить их и стать целостной.
Shifting Mound стирает память протагониста и отправляет его обратно в начало цикла. Герой не может точно повторить свои действия в прошлых итерациях, что приводит к появлению новых форм принцессы, которым может либо помочь, либо навредить. Кроме того, игрока сопровождают различные внутренние голоса, каждый из которых даёт советы в зависимости от своего характера.
В конце Shifting Mound пробуждается как богиня и заявляет о своём намерении неоднократно разрушать вселенную и воссоздавать её вновь, в то время как она и главный герой будут вечно править. Однако её можно убить, найдя и атаковав «сердце». В игре есть несколько концовок в зависимости от выбора игрока.

## Разработка
Slay the Princess была разработана Black Tabby Games, канадской инди-студией, основанной мужем и женой Тони Говардом-Ариасом и Эбби Говард. Предыдущей игрой студии стал их дебют Scarlet Hollow — эпизодический проект в жанре ужасов. Разработка Slay the Princess началась в мае 2022 года. Scarlet Hollow была недостаточно успешна в финансовом отношении, молодая студия не могла самостоятельно поддерживать разработку в течение запланированного пятилетнего графика, поэтому супруги стали заниматься второй новеллой, на создание которой было бы затрачено меньше ресурсов. Пару вдохновил третий эпизод из их дебютной игры, а также проект Claim Your FREE BitBuddy™ Today!. Особенно Говарда-Ариаса последний впечатлил тем, как много «эмоционального повествования» было вложено в столь небольшую игру. Студия начала с обсуждения концепции хоррор-истории, ограниченной парой локаций и одним персонажем на экране.
По сюжету, протагонист должен убить, казалось бы, невинного человека, которого якобы опасно оставлять в живых, и который меняет свою форму, чтобы стать таким, каким его ожидает увидеть сам игрок. Говард предложила в качестве названия ироничное «Спасите принцессу» (англ. Save the Princess), однако его поменяли, так как новое заглавие было уникальным.
Игра была анонсирована вместе с первой демоверсией в июле 2022 года. За две недели после анонса проект добавили 25 тысяч раз в список желаемого на платформе Steam. Супруги работали над игрой во время перерывов в разработке новых эпизодов Scarlet Hollow, а полноценно на новый проект переключились в феврале 2023 года. По их оценкам, за этот период Говард проработала над новеллой примерно три месяца, в то время как Говард-Ариас — от семи до девяти месяцев.
Изначально художественный стиль, нарисованный Говард карандашом, был выбран, чтобы сэкономить время и сосредоточиться над более сложным оформлением Scarlet Hollow. По итогу он был сохранён, поскольку пара посчитала, что тот соответствует «мечтательной, постоянно меняющейся эстетике» игры. Проект озвучили Джонатан Симс и Николь Гуднайт. Последней дали роль принцессы после того, как разработчики увидели её прямую трансляцию, на которой она проходила Scarlet Hollow, параллельно озвучивая все реплики персонажей. Симс получил роль рассказчика и внутренних голосов, поскольку пара была поклонниками его работы в The Magnus Archives.
Вторая демоверсия, приуроченная к конференции PAX East, была выпущена в марте 2023 года; несколько изданий назвали её одной из лучших на мероприятии. В сентябре студия Black Tabby Games приняла участие в фестивале Black Summer 2023, представив новый трейлер, в котором была объявлена дата выхода — 20 октября. Однако из-за возникших проблем с сертификацией игры в Steam её отложили на несколько дней. Проект был выпущен для Windows, macOS и Linux 23 октября 2023 года.
16 декабря 2023 года Black Tabby Games объявила, что в 2024 году выйдет расширение для игры. 25 марта 2024 года была выпущена промежуточная версия The End of Everything, включающая изменения в концовках и саундтреке. Бесплатное расширение с подзаголовком The Pristine Cut вышло 24 октября 2024 года. С патчем в игру добавлены новые главы и концовка, а также локализация на 10 языков. Кроме того, в тот же день состоялся выход проекта на консоли Xbox One, Xbox Series X/S, PlayStation 4, PlayStation 5 и Nintendo Switch, для последних двух предусмотрены физические издания.

## Приём

### Рецензии
| Сводный рейтинг    | Сводный рейтинг |
| Агрегатор          | Оценка          |
| ------------------ | --------------- |
| Metacritic         | 90/100          |
| OpenCritic         | 95 %            |
| Иноязычные издания |                 |
| Издание            | Оценка          |
| Destructoid        | 9/10            |
| Edge               | 8/10            |
| RPGFan             | 88 %            |
| Bloody Disgusting  | [ 27 ]          |
| PC Invasion        | 9,5/10          |

Slay the Princess получила всеобщее признание критиков. Рецензент PC Invasion написал: «Это было эмоциональное путешествие по лесной тропинке, о котором я никогда не пожалею и не забуду», отметив среди положительных качеств игры «тщательную и глубокую, загадочную историю, которая разворачивается и завершается удовлетворительным образом», «невероятно детализированный и великолепный художественный стиль» и «мастерскую озвучку». К минусам он отнёс «неизбежное повторение», а также «неравномерную глубину» и «странную, трудную для понимания логику» некоторых рутов.
Критики положительно отозвались о взаимодействии между внутренними голосами главного героя. Юна Бриггс из Noisy Pixel назвала их диалоги «остроумными, комичными и полными индивидуальности». В PC Invasion отметили, что «рассказчик почти никогда не раздражает. Во многих рутах он действительно чувствуется как необходимый союзник».
Художественный стиль также получил похвалу от рецензентов. Джилл Гордт из The Indie Informer заметила, что «неподвижные рисунки оставляют большую часть действия воображению. Вместо того, чтобы разжижать впечатления, мозг способен воспроизводить в воображении детали, руководствуясь безупречно иллюстрированными подсказками, что делает каждую сцену гораздо более впечатляющей, чем могла бы дать даже графика высочайшего качества». В издании RPGFan назвали художественный стиль «хорошим или даже приятным, в зависимости от вкуса», хотя рецензент «ни в коем случае не назвал бы Slay the Princess визуально исключительным» проектом.
Эрик Ван Аллен из Destructoid назвал Slay the Princess «визуальной метаповествовательной новеллой о выборе, который мы делаем, и о том, как он меняет нас и тех, кто нас окружает». Рецензент заключил: «Она о межличностных отношениях, которые могут ранить нас, сделать нас такими версиями самих себя, о которых мы даже не догадывались, и в то же время научить нас. Это чертовски хорошая история, и её стоит пережить».

### Продажи
30 ноября 2023 года Black Tabby Games объявила, что было продано 100 тысяч единиц их игры. К марту 2024 года число выросло до 200 тысяч копий.

### Награды и номинации
Slay the Princess была включена в список лучших игр 2023 года от Kotaku, Inverse, The Gamer, GameSpot и Destructoid.
| Год  | Церемония                  | Категория                                            | Результат            | Примечания |
| ---- | -------------------------- | ---------------------------------------------------- | -------------------- | ---------- |
| 2023 | IndieCade 2023             | Центр внимания на повествование                      | Номинация            | [ 38 ]     |
| 2023 | OTK Video Game Awards      | Лучший нарратив                                      | Номинация            | [ 39 ]     |
| 2023 | OTK Video Game Awards      | Лучшая инди-РПГ                                      | Победа               | [ 39 ]     |
| 2023 | The Horror Game Awards     | Лучшее исполнение (Джонатан Симс)                    | Номинация            | [ 40 ]     |
| 2023 | The Horror Game Awards     | Лучший нарратив                                      | Номинация            | [ 40 ]     |
| 2023 | The Horror Game Awards     | Лучший инди-хоррор                                   | Номинация            | [ 40 ]     |
| 2023 | The Horror Game Awards     | Выбор игроков                                        | Победа               | [ 40 ]     |
| 2024 | New York Game Awards       | Премия Chumley Speakeasy за лучшую скрытую жемчужину | Победа               | [ 41 ]     |
| 2024 | Independent Games Festival | Превосходство в повествовании                        | Достойное упоминание | [ 42 ]     |